# Castello de Alegisio
Das Castello de Alegisio ist eine Burgruine aus dem 10. Jahrhundert im Ortsteil Sant’Angelo von Campagna in der italienischen Region Kampanien. Von der Burg sind heute nur noch einige Reste erhalten.

## Geschichte
Das langobardische Gebäude wird erstmalig in der Ricognizione dei beni appartenenti alla chiesa e all’arcivescovato salernitano, fatta ad istanza dell’arcivescovo Romoaldo II (dt.: Aufstellung der Güter, die der Kirche und dem Erzbistum Salerno gehören, erstellt auf Betreiben des Erzbischofs Romuald II.) von 1164 urkundlich erwähnt. In dieser Quelle wird die kleine Burg bereits als Ruine beschrieben. Sie stand an einem Felspfeiler des Monte Ripalta am Südhang in der Nähe der Trasse der mittelalterlichen Strada campanina, die Eboli mit Campagna verband, oberhalb des kleinen Ortsteils Sant’Angelo, und hatte sicherlich den Zweck, die darunterliegende Piana del Sele und insbesondere das angrenzende Territorium namens Locus Furano zu kontrollieren. Darüber, wer ein gewisser Alegisio war, gibt es weder Quellen noch Dokumente, auf denen irgendetwas vermerkt wäre.

## Beschreibung
Die Burgruine liegt entlang eines Grates auf verschiedenen Höhenniveaus um 350 Meter. Man sieht die Ruinen eines Gebäudes, wahrscheinlich eines Turms; er war rechteckig und hatte einen Umfang von 24 Metern. Die Mauern bestehen aus unregelmäßigen Kalksteinen und Mauerziegeln.

## Bemerkungen
1. ↑  Ortsteil der Gemeinde Campagna zwischen den Ortsteilen Quadrivio und Santa Maria La Nova.
2. ↑  Dieses Territorium war im Norden durch den Monte Ripalta, im Westen durch den Ausellabach, im Süden durch den Fluss Sele und im Osten durch den Fluss Tenza begrenzt.